# كايتي ناغيوت
كايتي ناغيوت (مواليد 13 يونيو 1991) هي لاعبة ألعاب قوى أمريكية فازت بالميدالية الذهبية في مسابقة القفز بالزانة في أولمبياد 2020.